# Diaphorus argenteotomentosus
Diaphorus argenteotomentosus är en tvåvingeart som först beskrevs av Kertesz 1901.  Diaphorus argenteotomentosus ingår i släktet Diaphorus och familjen styltflugor. Inga underarter finns listade i Catalogue of Life.